# Pycnotropis pallidicornis
Pycnotropis pallidicornis är en mångfotingart som beskrevs av Golovatch, Vohland och Hoffman 1998. Pycnotropis pallidicornis ingår i släktet Pycnotropis och familjen Aphelidesmidae. Inga underarter finns listade i Catalogue of Life.